# Gare de Kilo
La gare de Kilo (en finnois : Kilon rautatieasema) est une gare ferroviaire située dans le district de Suur-Leppävaara à Espoo en Finlande.